# جامعة تكنولوجيا المياه والطاقة
جامعة تكنولوجيا المياه والطاقة (PWUT(بالفارسية: دانشگاه صنعت آب وبرق Dāneshgāh-e San'ate Ab va Bargh) هي جامعة حكومية في مجالات التقنية والهندسة والعلوم في إيران. وهي أيضا مركز التدريب التقني لصناعات الطاقة والمياه في إيران. بها أكثر من 120 أكاديميًا بالإضافة إلى أكثر من 100 من مختبرات وحلقات العمل، وهي مركز فريد يوفر بيئة للنهوض بمستوى عال من الأداء المهني للمتدربين من مختلف الخلفيات من مختلف شركات الكهرباء الإقليمية ومحطات توليد الطاقة والمياه وشركات المياه المستعملة. الجامعة تقع في الشمال الشرقي من طهران، إيران. جرى تغيير اسمها إلى جامعة شهيد بهشتي تخليدا لاسم الدكتور حسن عباسبور، الوزير الإيراني السابق للطاقة الذي قُتل في عام 1981.
تقدم الجامعة برامج في درجة البكالوريوس، وكذلك الماجستير والدكتوراة. وبالإضافة إلى ذلك، هناك مجموعة واسعة من الدورات القصيرة، المتخصصة التي تُقدم سنوياً، تهدف الجامعة إلى تطوير وتحديث المعارف والمهارات للممارسين.

## التاريخ
على أساس «مركز تدريب نظم الطاقة التقنية» شمال شرق طهران في عام 1970 لكي تنتشر بالمعارف والمهارات التكنولوجيين والمهندسين العاملين في صناعات الطاقة والمياه. وواصل أنشطته في مستوى محدود حتى عام 1980. في ذلك الوقت، اهتماما خاصا للدكتور حسن عباسبور (وزير الطاقة) لتدريب خبراء في صناعات الطاقة والمياه والجهود التي يبذلها الدكتور محمد صادق غازيزاده، محمد احمديان والدكتور الكبير صادقي تؤدي إلى تعزيز «تقنية الطاقة نظم مركز التدريب» بتأسيس مركز التدريب والبحوث الهامة في صناعات الطاقة والمياه التي كانت مسؤولة عن دورات تدريبية قصيرة الأجل وطويلة الأجل في مستوى البكالوريوس. وزارة العلوم والبحوث والتكنولوجيا وافقت المؤسسة إلى تغيير في كلية للطاقة والمياه في عام 1991. وأخيراً فإنه يتغير في جامعة شهيد عباسبور (الكهرباء والمياه) للتكنولوجيا في عام 2005. ومنذ ذلك الحين أصبحت الجامعة مركز العلمية الأكثر لإعداد المشاركين التقنية والفنية لأداء واجباتهم المهمة مرغوبة بقدر أكبر في جميع أبواب صناعات الطاقة والمياه. وعرضت الجامعة أيضا برامج الدراسات العليا في الكهربائية والميكانيكية والهندسة المدنية.

## الكليات كلية هندسة الكمبيوتر والهندسة الكهربائية
الكهربائية وهندسة الكمبيوتر وتتكون كلية من ثلاث إدارات مختلفة: قسم «هندسة الطاقة»، إدارة الكمبيوتر والإلكترونيات & مراقبة إدارة الأجهزة. وقد الكلية 12 مختبرا وحلقات العمل المتخصصة 11 47 أعضاء أعضاء هيئة التدريس.

### كلية الميكانيكية وهندسة الطاقة
كلية نظم الطاقة من الكهرباء والمياه من جامعة للتكنولوجيا مع وحدات مختبر 11، 8 «حلقة عمل الوحدات» ووحدات متخصصة 13 جنبا إلى جنب مع وجود 22 من أعضاء هيئة التدريس بأبحاث كبيرة وإمكانات خدمات الهندسة التقنية. كانت مجالات البحوث الرئيسية في ميدان الصناعة لتوليد الطاقة والمسائل ذات الصلة مثل تقدير الحياة، تحليل التآكل والفشل، نظم تحويل الطاقة بما في ذلك إليه توربو،

### كلية هندسة (المدنية) المياه
بدأت الهندسة المائية (المدنية) أنشطتها التعليمية في عام 1985. بعد تعزيز إلى بوت في عام 2005، تواجه الكلية تغييرات هامة. الآن تقدم عدة درجات الماجستير في الهندسة المدنية من كلية الحقوق. الإدارة قد الآن أربعة أقسام: «المياه الموارد الهندسية»، «المياه والنفايات المائية الهندسة»، «الهندسة التقنية الهيكلية وتوقعات البيئة العالمية»، و«الهندسة البيئية».

### كلية الاقتصاد والإدارة
تم إنشاء هذه الكلية في عام 1991. بعد بعض الترقيات، تقدم الكلية الآن درجة بكالوريوس وماجستير في الإدارة والمحاسبة. دورات قصيرة في مجال الإدارة والمحاسبة للصناعات ذات الصلة بالأنشطة الأخرى للإدارة.

## برامج الدرجات
ويتم قبول جميع الطلاب من خلال «امتحان القبول الوطني». وتقدم البرامج الطويلة الأجل المقدمة وأيضا إجراء البحوث  في مستويات الدراسات العليا والجامعية على حد سواء.

### برامج البكالوريوس
-الهندسة الكهربائية-العلوم التطبيقية (نقل الطاقة وشبكات التوزيع)
-الهندسة المدنية-العلوم التطبيقية (المياه والمياه المستعملة)
-الهندسة العلوم التطبيقية في الميكانيكا محطة للطاقة
-الهندسة المدنية-العلوم التطبيقية (الهياكل الهيدروليكية)
-الهندسة المدنية-العلوم التطبيقية (السدود والتخزين)
-بكالوريوس في إدارة
-بكالوريوس في المحاسبة
-بكالوريوس في الكمبيوتر الهندسة (البرامج)
-بكالوريوس في الهندسة الكهربائية (الأجهزة وأنظمة التحكم)

### برامج درجة الدراسات العليا
-ماجستير في الهندسة الكهربائية (إعادة هيكلة نظام الطاقة)
-ماجستير في الهندسة الكهربائية (نظم الطاقة)
-ماجستير في الهندسة الكهربائية (نظم التحكم)
-ماجستير في الهندسة المدنية (الزلزال)
-ماجستير في الهندسة المدنية (مؤسسة والتربة)
-ماجستير في الهندسة المدنية (المياه والمياه المستعملة)
-ماجستير في الهندسة المدنية (إدارة الموارد المائية)
-ماجستير في الهندسة المدنية (نهر)
-ماجستير في الهندسة الميكانيكية (ميكانيكا الموائع)
-ماجستير في الهندسة الميكانيكية (الميكانيكا الصلبة)
-ماجستير في الهندسة الميكانيكية (إدارة الطاقة الكهربائية)
-ماجستير في الهندسة الميكانيكية (المحطة)
-ماجستير في الإدارة (طاقة كهربائية)
-ماجستير في المحاسبة

### برامج درجة الدكتوراه
-الدكتوراه-في الهندسة الكهربائية
-الدكتوراه-في الهندسة الميكانيكية
-الدكتوراه-في الهندسة المدنية
-الدكتوراه-في هندسة البيئة

## أعضاء هيئة التدريس الشهيرة
1. . الدكتور محمد احمديان: نائب وزير للطاقة في شأن أنظمة الطاقة.[11]
2. . الدكتور محمد صادق غازيزاده: نائب وزير للطاقة في إعادة هيكلة السلطة.[12]
3. . الدكتور الكبير صادقي: نائب رئيس الميناء والمنظمة البحرية (PMO)، مؤسس إيكوبماس والأشعة تحت الحمراء القياسية لتصميم الهياكل البحرية والبحرية، الباحث[7]
4. . الدكتور على ذبيحي: كبير الموظفين التنفيذيين «مؤسسة التأمينات الاجتماعية».[13]
5. . الدكتور س. خاراغاني: نائب وزير للطاقة في التوظيف والموارد البشرية.[14]
6. . الدكتور مجتبى خيديرزاديه: الباحث إيران كبار في صناعة الطاقة (2005).[15]
7. . الدكتور أ موسوي تورشيزي: رئيس معهد بحوث نيرو[16]
8. . الدكتور غوليكاندي باء زاي: رئيس معهد بحوث المياه.[17]

1. . الدكتور أ يازديزاديه: رئيس منظمة كفاءة الطاقة في إيران السابق[18] والباحث كبار وزارة الطاقة (2008)[19]
2. . الدكتور م. ميشكاتوديني: وزارة الطاقة أعلى الباحث (2006).[20]
3. . الدكتور السيد أغاموهامادي: رئيس مركز أبحاث دينامية إيران (IDRC)
4. . الدكتور أ. حسنين: رئيس مركز أبحاث خطوط الحياة